# الخروج من المستشفى بعد الولادة بوقت مبكر
تعريف تم استخدامه للخروج المبكر من المستشفى بعد الولادة هو إخراج الأم والطفل في غضون 48 ساعة من الولادة.
لقد انخفض طول مدة البقاء في المستشفى بعد الولادة تدريجيًا على مدار العقود العديدة السابقة في الولايات المتحدة، ويرجع السبب في البداية إلى رغبة الناس في تقليل التدخل الطبي المرتبط بالولادة، ثم بعد ذلك إلى السعي لخفض التكاليف. وحدث تقليص تدريجي لفترات البقاء بعد الولادة في المستشفى في كندا. كما حدثت عملية الإخراج المبكر في المملكة المتحدة وأستراليا.
وكان هناك جدل حول هذه الممارسة والعلاقة مع الرعاية في فترة المتابعة والتكاليف وصحة الطفل حديث الولادة قد تكون معقدة. وأظهرت إحدى المراجعات عام 1995 أن الدراسات المتاحة كانت غير كافية لتسليط الكثير من الضوء على النتائج. وخلصت الدراسة إلى أن عملية الإخراج المبكر تكون آمنة إذا كانت جزءًا من برنامج ينطوي على الرعاية لمرحلة ما بعد الولادة خارج المستشفى.